# ايجور غورباتينكو
ايجور غورباتينكو (بالروسية: Горбатенко, Игорь Николаевич)‏ (13 فبراير 1989 ببيلغورود في روسيا - ) هو لاعب كرة قدم روسي في مركز الوسط. شارك مع منتخب روسيا تحت 17 سنة لكرة القدم ومنتخب روسيا تحت 19 سنة لكرة القدم ومنتخب روسيا تحت 21 سنة لكرة القدم. أما مع النوادي، فقد لعب مع أرسنال تولا وسبارتاك موسكو وشينيك ياروسلافل ونادي كريليا سوفيتوف سامارا ودينامو بريانسك ونادي أكاديمية تولياتي لكرة القدم ونادي أورال يكاترينبورغ.

## وصلات خارجية
- ايجور غورباتينكو على موقع قاعدة بيانات كرة القدم.إي يو (الإنجليزية)
- ايجور غورباتينكو على موقع Soccerway.com (الإنجليزية)
- ايجور غورباتينكو على موقع عالم كرة القدم.نت (الإنجليزية)